# Emma Marrone

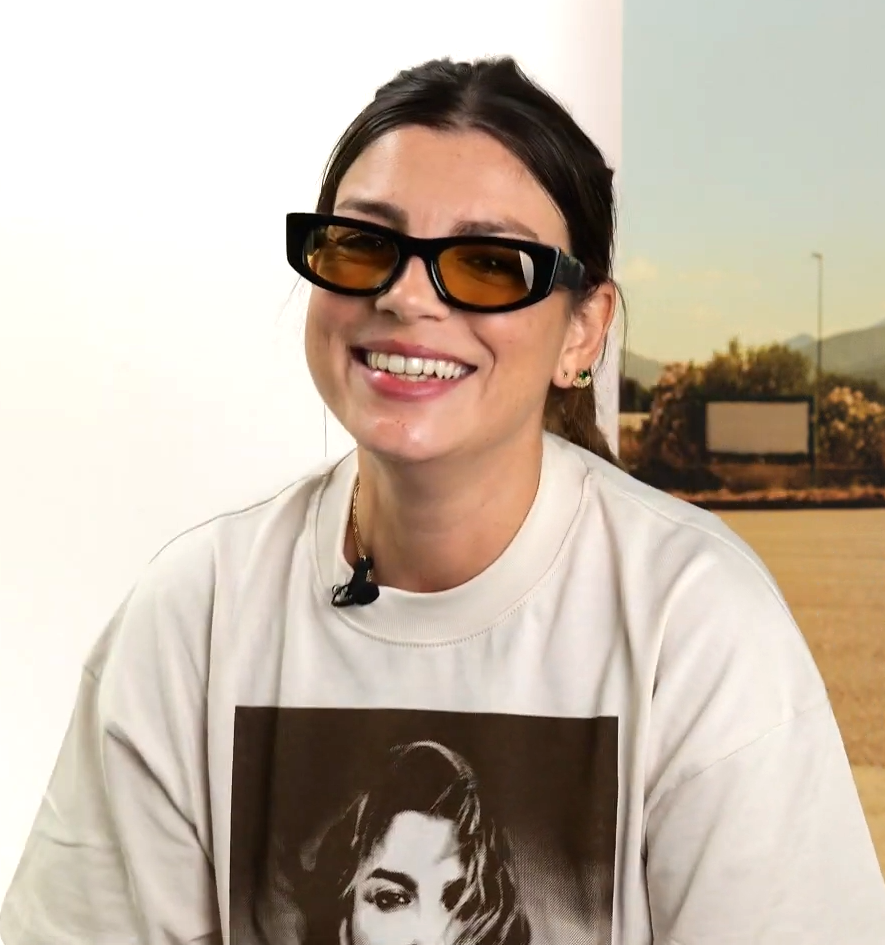
Emma Marrone (2023)

Emma Marrone (* 25. Mai 1984 in Florenz als Emmanuela Marrone), auch bekannt als Emma, ist eine italienische Popsängerin.

## Karriere
Marrone wurde in Florenz geboren und lebt mit ihrer Familie in Aradeo in der Provinz Lecce. Erstmals in die Öffentlichkeit trat sie in der Girlgroup Lucky Star, die 2003 für die italienische Version der Castingshow Popstars gecastet wurde und ein Album veröffentlichte. Nach weiteren Erfahrungen in Gruppen nahm die Sängerin an der neunten Staffel der Castingshow Amici di Maria De Filippi teil und gewann diese 2010. Kurz nach diesem Erfolg veröffentlichte sie die EP Oltre. Sowohl diese als auch die Debütsingle Calore erreichten die Chartspitze in Italien und waren auch im italienischsprachigen Teil der Schweiz erfolgreich. Das Debütalbum A me piace così erschien im September des Jahres.
2011 nahm Marrone im Duett mit der Gruppe Modà am Sanremo-Festival teil und erzielte mit dem Lied Arriverà den zweiten Platz. Im Anschluss erschien zunächst eine Sanremo Edition des ersten Albums, dann auch das zweite Album Sarò libera, das wieder Platz eins der Charts erreichte. Im Folgejahr ging die Sängerin erneut in Sanremo ins Rennen und gewann das Festival schließlich mit dem von Modà-Frontmann Kekko Silvestre geschriebenen Lied Non è l’inferno. Das Lied erreichte anschließend Platz 1 der Charts, so wie auch die später veröffentlichte Single Cercavo amore – enthalten auf einer Sanremo-Edition des zweiten Albums. Im selben Jahr gab es in der Castingshow Amici einen Sonderwettbewerb für ehemalige Teilnehmer, bei dem Marrone Platz zwei hinter Alessandra Amoroso belegte.
Auch das dritte Album Schiena war 2013 ein Nummer-eins-Erfolg für die Sängerin. 2014 wurde sie vom italienischen Fernsehen Rai intern ausgewählt, Italien beim Eurovision Song Contest 2014 in Kopenhagen zu vertreten. Mit dem Titel La mia città landete sie lediglich auf Platz 21. Anschließend veröffentlichte sie eine Sonderedition ihres letzten Albums, Schiena vs. schiena, und verstärkte ihre Konzerttätigkeit. Beim Sanremo-Festival 2015 übernahm Marrone erstmals eine Moderatorenrolle (neben Carlo Conti, Arisa und Rocío Muñoz Morales). Ihr viertes reguläres Studioalbum erschien Ende 2015 unter dem Titel Adesso.

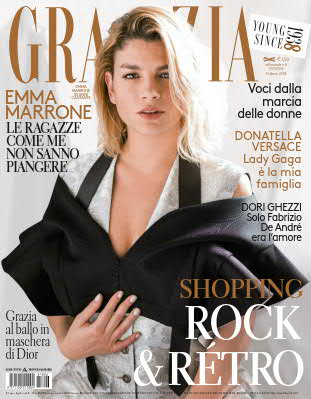
Emma Marrone auf der Titelseite der Grazia 2018

Mittlerweile auch als Produzentin tätig, übernahm Marrone 2016 die Produktion des Debütalbums der Amici-Abgängerin Elodie Di Patrizi, die sie auch mit dem Lied Tutta colpa mia ins Rennen im Sanremo-Festival 2017 schickte. Überhaupt blieb sie immer eng mit Amici verbunden und übernahm in bislang vier Staffeln der Castingshow die künstlerische Leitung. Die Single L’isola leitete 2018 schließlich das nächste Studioalbum der Sängerin, Essere qui, ein. Schon ein Jahr darauf veröffentlichte Emma das Album Fortuna, auf dem sie etwa mit Vasco Rossi, Franco126 und Izi zusammenarbeitete.
Aufgrund der COVID-19-Pandemie musste die Sängerin ihre geplante Tournee absagen. Schließlich legte sie im Sommer 2021 das erste Best-of Best of Me vor. Besonders erfolgreich war die Single Pezzo di cuore im Duett mit Alessandra Amoroso. Im Jahr 2022 nahm Emma erneut am Sanremo-Festival teil und belegte mit Ogni volta è così den sechsten Platz. Ein größerer Erfolg gelang ihr im Sommer 2023 mit dem Lied Taxi sulla luna zusammen mit Tony Effe und Takagi & Ketra. Im Oktober des Jahres erschien das neue Album Souvenir.

## Diskografie

### Alben
| Jahr | Titel Musiklabel                    | Höchstplatzierung, Gesamtwochen, AuszeichnungChartplatzierungen (Jahr, Titel, Musiklabel, Platzierungen, Wochen, Auszeichnungen, Anmerkungen) | Höchstplatzierung, Gesamtwochen, AuszeichnungChartplatzierungen (Jahr, Titel, Musiklabel, Platzierungen, Wochen, Auszeichnungen, Anmerkungen) | Höchstplatzierung, Gesamtwochen, AuszeichnungChartplatzierungen (Jahr, Titel, Musiklabel, Platzierungen, Wochen, Auszeichnungen, Anmerkungen) | Anmerkungen                                                           |
| Jahr | Titel Musiklabel                    | IT | AT | CH | Anmerkungen                                                           |
| ---- | ----------------------------------- | --- | --- | --- | --------------------------------------------------------------------- |
| 2010 | Oltre Universal Music               | IT1 ×3Dreifachplatin · (38 Wo.)IT | — | CH85 (2 Wo.)CH | Erstveröffentlichung: 16. März 2010 Verkäufe: + 180.000; EP           |
| 2010 | A me piace così Universal Music     | IT2 ×2Doppelplatin · (65 Wo.)IT | — | CH50 (3 Wo.)CH | Erstveröffentlichung: 19. Oktober 2010 Verkäufe: + 120.000            |
| 2011 | Sarò libera Universal Music         | IT1 ×3Dreifachplatin · (102 Wo.)IT | — | CH43 (8 Wo.)CH | Erstveröffentlichung: 20. April 2011 Verkäufe: + 180.000              |
| 2013 | Schiena Universal Music             | IT1 ×3Dreifachplatin · (32 Wo.)IT | — | CH25 (10 Wo.)CH | Erstveröffentlichung: 9. April 2013 Verkäufe: + 150.000               |
| 2013 | Schiena vs. schiena Universal Music | IT8 (75 Wo.)IT | — | — | Erstveröffentlichung: 12. November 2013 Neuauflage von Schiena        |
| 2014 | E Live Universal Music              | IT6 Gold · (39 Wo.)IT | — | — | Erstveröffentlichung: 11. November 2014 Verkäufe: + 25.000; Livealbum |
| 2015 | Adesso Universal Music              | IT2 ×2Doppelplatin · (52 Wo.)IT | — | CH23 (5 Wo.)CH | Erstveröffentlichung: 27. November 2015 Verkäufe: + 100.000           |
| 2018 | Essere qui Universal Music          | IT2 Platin · (49 Wo.)IT | — | CH16 (4 Wo.)CH | Erstveröffentlichung: 26. Januar 2018 Verkäufe: + 50.000              |
| 2019 | Fortuna Polydor (UMG)               | IT1 Gold · (26 Wo.)IT | — | CH35 (3 Wo.)CH | Erstveröffentlichung: 25. Oktober 2019 Verkäufe: + 25.000             |
| 2021 | Best of Me Polydor (UMG)            | IT4 Gold · (12 Wo.)IT | — | CH96 (1 Wo.)CH | Erstveröffentlichung: 25. Juni 2021 Verkäufe: + 25.000                |
| 2023 | Souvenir Capitol Records (UMG)      | IT1 Platin · (62 Wo.)IT | — | CH56 (1 Wo.)CH | Erstveröffentlichung: 13. Oktober 2023 Verkäufe: + 50.000             |

Weitere Alben
- 2022: Sbagliata Ascendente Leone (Soundtrack)

### Singles
| Jahr | Titel Album                                            | Höchstplatzierung, Gesamtwochen, AuszeichnungChartplatzierungen (Jahr, Titel, Album, Platzierungen, Wochen, Auszeichnungen, Anmerkungen) | Höchstplatzierung, Gesamtwochen, AuszeichnungChartplatzierungen (Jahr, Titel, Album, Platzierungen, Wochen, Auszeichnungen, Anmerkungen) | Höchstplatzierung, Gesamtwochen, AuszeichnungChartplatzierungen (Jahr, Titel, Album, Platzierungen, Wochen, Auszeichnungen, Anmerkungen) | Anmerkungen                                                                                       |
| Jahr | Titel Album                                            | IT | AT | CH | Anmerkungen                                                                                       |
| --- | ------------------------------------------------------ | --- | --- | --- | ------------------------------------------------------------------------------------------------- |
| 2010 | Calore Oltre                                           | IT1 Platin · (25 Wo.)IT | — | CH64 (1 Wo.)CH | Erstveröffentlichung: 16. März 2010 Verkäufe: + 30.000                                            |
| 2010 | Con le nuvole A me piace così                          | IT16 (14 Wo.)IT | — | — | Erstveröffentlichung: 24. September 2010                                                          |
| 2010 | Cullami A me piace così                                | IT23 (11 Wo.)IT | — | — | Erstveröffentlichung: 19. November 2010                                                           |
| 2011 | Arriverà A me piace così                               | IT1 ×2Doppelplatin · (8 Wo.)IT | — | — | Erstveröffentlichung: 16. Februar 2011 Verkäufe: + 60.000; mit Modà                               |
| 2011 | Io son per te l’amore A me piace così                  | IT28 (14 Wo.)IT | — | — | Erstveröffentlichung: 15. April 2011                                                              |
| 2011 | Sarò libera                                            | IT4 Gold · (19 Wo.)IT | — | — | Erstveröffentlichung: 2. September 2011 Verkäufe: + 15.000                                        |
| 2011 | Tra passione e lacrime Sarò libera                     | IT42 (9 Wo.)IT | — | — | Erstveröffentlichung: 28. Oktober 2011                                                            |
| 2012 | Non è l’inferno Sarò libera                            | IT1 ×2Doppelplatin · (28 Wo.)IT | — | CH19 (3 Wo.)CH | Erstveröffentlichung: 15. Februar 2012 Verkäufe: + 60.000                                         |
| 2012 | Lei (She) –                                            | IT46 (1 Wo.)IT | — | — | aus Amici di Maria De Filippi                                                                     |
| 2012 | Cercavo amore Sarò libera                              | IT1 Platin · (27 Wo.)IT | — | CH68 (1 Wo.)CH | Erstveröffentlichung: 27. April 2012 Verkäufe: + 30.000                                           |
| 2012 | Bella senz’anima –                                     | IT19 (2 Wo.)IT | — | — | Erstveröffentlichung: 1. Mai 2012 Coverversion, Original von Riccardo Cocciante                   |
| 2012 | Maledetto quel giorno Sarò libera                      | IT34 (13 Wo.)IT | — | — | Erstveröffentlichung: 17. September 2012                                                          |
| 2013 | Amami Schiena                                          | IT3 Platin · (31 Wo.)IT | — | — | Erstveröffentlichung: 19. März 2013 Verkäufe: + 30.000                                            |
| 2013 | Dimentico tutto Schiena                                | IT12 Platin · (29 Wo.)IT | — | — | Erstveröffentlichung: 21. Juni 2013 Verkäufe: + 30.000                                            |
| 2013 | L’amore non mi basta Schiena                           | IT11 Platin · (21 Wo.)IT | — | — | Erstveröffentlichung: 11. Oktober 2013 Verkäufe: + 30.000                                         |
| 2014 | Trattengo il fiato Schiena                             | IT36 Gold · (14 Wo.)IT | — | — | Erstveröffentlichung: 24. Januar 2014 Verkäufe: + 15.000                                          |
| 2014 | La mia città Schiena vs schiena                        | IT24 Gold · (19 Wo.)IT | AT71 (1 Wo.)AT | — | Erstveröffentlichung: 9. Mai 2014 Verkäufe: + 15.000; Beitrag zum Eurovision Song Contest 2014    |
| 2014 | Resta ancora un po’ E Live                             | IT16 Gold · (9 Wo.)IT | — | — | Erstveröffentlichung: 10. Oktober 2014 Verkäufe: + 15.000                                         |
| 2015 | La signora del quinto piano # 1522 –                   | IT64 (1 Wo.)IT | — | — | Erstveröffentlichung: 29. Mai 2015 mit Carmen Consoli, Elisa, Irene Grandi, Nada & Gianna Nannini |
| 2015 | Occhi profondi Adesso                                  | IT13 ×2Doppelplatin · (23 Wo.)IT | — | — | Erstveröffentlichung: 19. Juni 2015 Verkäufe: + 100.000                                           |
| 2015 | Arriverà l’amore Adesso                                | IT5 Platin · (15 Wo.)IT | — | — | Erstveröffentlichung: 23. Oktober 2015 Verkäufe: + 50.000                                         |
| 2016 | Io di te non ho paura Adesso                           | IT65 Gold · (12 Wo.)IT | — | — | Erstveröffentlichung: 22. Januar 2016 Verkäufe: + 25.000                                          |
| 2018 | L’isola Essere qui                                     | IT7 (3 Wo.)IT | — | — | Erstveröffentlichung: 5. Januar 2018                                                              |
| 2018 | Mi parli piano Essere qui                              | IT46 Gold · (11 Wo.)IT | — | — | Erstveröffentlichung: 4. Mai 2018 Verkäufe: + 25.000                                              |
| 2018 | Mondiale Essere qui (Boom Edition)                     | IT7 (3 Wo.)IT | — | — | Erstveröffentlichung: 2. November 2018                                                            |
| 2019 | Io sono bella Fortuna                                  | IT98 (1 Wo.)IT | — | — | Erstveröffentlichung: 6. September 2019                                                           |
| 2019 | Stupida allegria Fortuna                               | IT42 Gold · (2 Wo.)IT | — | — | Erstveröffentlichung: 6. Dezember 2019 Verkäufe: + 35.000; feat. Izi                              |
| 2020 | Latina Fortuna (riedizione)                            | IT53 (1 Wo.)IT | — | — | Erstveröffentlichung: 28. August 2020                                                             |
| 2021 | Pezzo di cuore Best of Me                              | IT2 Platin · (12 Wo.)IT | — | — | Erstveröffentlichung: 15. Januar 2021 Verkäufe: + 70.000; mit Alessandra Amoroso                  |
| 2021 | Che sogno incredibile Best of Me                       | IT71 Gold · (7 Wo.)IT | — | — | Erstveröffentlichung: 4. Juni 2021 Verkäufe: + 35.000; mit Loredana Bertè                         |
| 2022 | Ogni volta è così Sbagliata Ascendente Leone           | IT13 Platin · (12 Wo.)IT | — | CH96 (1 Wo.)CH | Erstveröffentlichung: 3. Februar 2022 Verkäufe: + 100.000; Beitrag zum Sanremo-Festival 2022      |
| 2023 | Mezzo mondo Souvenir                                   | IT38 Platin · (22 Wo.)IT | — | — | Erstveröffentlichung: 27. April 2023 Verkäufe: + 100.000                                          |
| 2023 | Taxi sulla luna Souvenir                               | IT7 ×4Vierfachplatin · (52 Wo.)IT | — | — | Erstveröffentlichung: 8. Juni 2023 Verkäufe: + 400.000; mit Tony Effe & Takagi & Ketra            |
| 2023 | Iniziamo dalla fine Souvenir                           | IT42 Gold · (13 Wo.)IT | — | — | Erstveröffentlichung: 31. August 2023 Verkäufe: + 50.000                                          |
| 2024 | Apnea Souvenir (Sanremo edition)                       | IT9 ×2Doppelplatin · (27 Wo.)IT | — | CH81 (1 Wo.)CH | Erstveröffentlichung: 7. Februar 2024 Verkäufe: + 200.000; Beitrag zum Sanremo-Festival 2024      |
| 2024 | Femme fatale Souvenir                                  | IT63 Gold · (19 Wo.)IT | — | — | Erstveröffentlichung: 2. Mai 2024 Verkäufe: + 50.000                                              |
| 2024 | Ho voglia di te –                                      | IT21 Platin · (41 Wo.)IT | — | — | Erstveröffentlichung: 14. Juni 2024 Verkäufe: + 100.000; mit Jvli & Olly                          |
| 2024 | Hangover –                                             | IT68 (2 Wo.)IT | — | — | Erstveröffentlichung: 19. September 2024 feat. Baby Gang                                          |
| Folgende Lieder erschienen nicht als Single, wurden aber durch das Album zum Download und Streaming bereitgestellt und konnten somit eine Platzierung erlangen: |                                                        | | | |                                                                                                   |
| |                                                        | | | |                                                                                                   |
| 2010 | Meravigliosa Oltre                                     | IT9 (9 Wo.)IT | — | — |                                                                                                   |
| 2010 | Davvero Oltre                                          | IT43 (3 Wo.)IT | — | — |                                                                                                   |
| 2012 | Nel blu dipinto di blu Sarò libera (Sanremo Edition)   | IT70 (1 Wo.)IT | — | — | Coverversion, Original von Domenico Modugno                                                       |
| 2013 | Schiena                                                | IT48 (1 Wo.)IT | — | — |                                                                                                   |
| 2015 | Ora o mai più                                          | IT68 (1 Wo.)IT | — | — | Don Joe feat. Emma                                                                                |
| 2015 | Adesso (Ti voglio bene) Adesso                         | IT66 (2 Wo.)IT | — | — |                                                                                                   |
| 2018 | Incredibile voglia di niente Essere qui (Boom Edition) | IT95 (1 Wo.)IT | — | — |                                                                                                   |
| 2023 | Amore cane Souvenir                                    | IT23 Gold · (3 Wo.)IT | — | — | Verkäufe: + 50.000; feat. Lazza                                                                   |

Weitere Singles
- 2003: Stile (als Lucky Star)
- 2010: Un sogno a costo zero
- 2010: Sembra strano
- 2015: Il paradiso non esiste – Gold (25.000+)[3]
- 2016: Quando le canzoni finiranno
- 2018: Effetto domino
- 2020: Luci blu

### Gastbeiträge
| Jahr | Titel Album         | Höchstplatzierung, Gesamtwochen, AuszeichnungChartplatzierungen (Jahr, Titel, Album, Platzierungen, Wochen, Auszeichnungen, Anmerkungen) | Höchstplatzierung, Gesamtwochen, AuszeichnungChartplatzierungen (Jahr, Titel, Album, Platzierungen, Wochen, Auszeichnungen, Anmerkungen) | Höchstplatzierung, Gesamtwochen, AuszeichnungChartplatzierungen (Jahr, Titel, Album, Platzierungen, Wochen, Auszeichnungen, Anmerkungen) | Anmerkungen                                                                                               |
| Jahr | Titel Album         | IT | AT | CH | Anmerkungen                                                                                               |
| --- | ------------------- | --- | --- | --- | --- |
| 2016 | Libre Eterno agosto | IT26 Platin · (18 Wo.)IT | — | — | Erstveröffentlichung: 22. September 2016 Verkäufe: + 50.000; Álvaro Soler feat. Emma Marrone / Paty Cantú |
| 2024 | In Italia 2024 –    | IT16 Platin · (11 Wo.)IT | — | — | Erstveröffentlichung: 23. Februar 2024 Verkäufe: + 100.000; Fabri Fibra feat. Emma & Baby Gang            |
| Folgende Lieder erschienen nicht als Single, wurden aber durch das Album zum Download und Streaming bereitgestellt und konnten somit eine Platzierung erlangen: |                     | | | | |
| |                     | | | | |
| 2016 | Sorrido già On      | IT51 (1 Wo.)IT | — | — | Elisa feat. Emma & Giuliano Sangiorgi                                                                     |

## Filmografie
- 2012 – Benvenuti al Nord (Cameo Nel blu dipinto di blu)
- 2020 – Gli anni più belli (Anna)